# Бабичівський
Бабичівський — пасажирський зупинний пункт Коростенської дирекції Південно-Західної залізниці (Україна), розташований на дільниці Звягель I — Житомир між зупинними пунктами Неборівка (відстань — 4 км) і Юльянівка (4 км). Відстань до ст. Звягель I — 56 км, до ст. Житомир — 35 км.
Розташований на західній околиці Бабичівки Житомирського району. 
Відкритий 1940 року.